# Feedback ABACUS Educational Computer
Feedback ABACUS Educational Computer (ABACUS Educational Computer) је професионални рачунар, производ фирме Feedback који је почео да се израђује у Уједињеном Краљевству током 1971. године.
RAM меморија рачунара ABACUS Educational Computer је имала капацитет од 1 KB (меморија са феритним језгрима).

## Детаљни подаци
Детаљнији подаци о рачунару ABACUS Educational Computer су дати у табели испод.
|                       |                                                        |
| [ 1 ]                 |                                                        |
| Произвођач            |                                                        |
| Тип                   | професионални рачунар                                  |
| Меморија              | 1 меморија са феритним језгрима                        |
| Поријекло             | Уједињено Краљевство                                   |
| Година                | 1971                                                   |
| Тастатура             | 36 улазних тастера и 4 функцијска тастера              |
| Процесор              | штампана плоча са колима                               |
| Фреквенција процесора | 250 Hz (4 ms по инструкцији осим множење + дијељење    |
| RAM                   | 1 KB, меморија са феритним језгрима                    |
| ROM                   |                                                        |
| Текст                 | бушена папирна трака, излаз преко ASR33 телепринтера   |
| Графика               |                                                        |
| Боја                  |                                                        |
| Звук                  | нема звука                                             |
| Димензије             | 78,7 (висина) x 50,8 (ширина) x 29,2 (дубина) cm. / 22,4 |
| Портови               |                                                        |
| Оперативни систем     |                                                        |